# Aerodinamica
L'aerodinamica è la branca della fluidodinamica che studia la dinamica dei gas, in particolare dell'aria, e la loro interazione con corpi solidi. La risoluzione di un problema di aerodinamica comporta generalmente la risoluzione di equazioni per il calcolo di diverse proprietà dell'aria, come ad esempio velocità, pressione, densità e temperatura, in funzione dello spazio e del tempo.

## Classificazione e campi di applicazione
In genere i problemi di aerodinamica vengono classificati in base all'ambiente in cui è definito il flusso.
L'aerodinamica esterna studia i flussi attorno a corpi solidi. Tipici campi di applicazione prevedono, ad esempio, la determinazione della portanza e della resistenza di un profilo alare nel dominio dell'aeronautica e similmente in quello automobilistico.
Altri campi di applicazione possono essere trovati più in generale nella progettazione di qualsiasi tipo di veicolo, così come anche in applicazioni navali. Anche l'ingegneria civile si occupa di aerodinamica e, in particolare, di aeroelasticità per la determinazione dei carichi dovuti al vento su ponti o grandi strutture.
L'aerodinamica interna studia invece i flussi all'interno di corpi solidi, come possono essere, ad esempio, i flussi in un motore o nei canali di condizionamento.

### Altre classificazioni

Flusso laminare

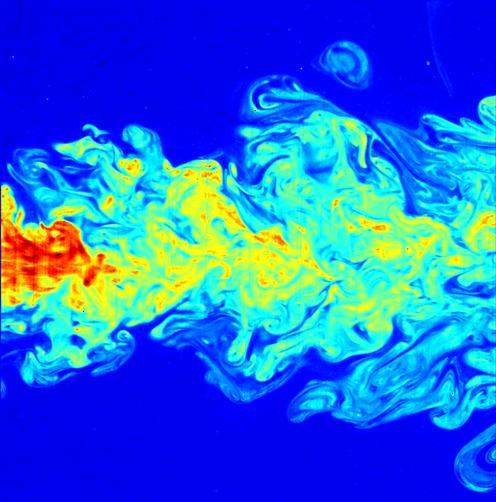
Flusso turbolento

I problemi di aerodinamica vengono classificati in base alle stesse caratteristiche evidenziabili più in generale nella fluidodinamica, e alla cui voce si rimanda per una discussione dettagliata
- flusso viscoso
- flusso inviscido
- flusso stazionario
- flusso comprimibile
- flusso incomprimibile
- flusso laminare
- flusso turbolento

Molto importante, per le applicazioni tipiche dell'aerodinamica risulta la classificazione in base alle velocità del flusso. In particolare, un problema di aerodinamica viene detto:
- subsonico se tutte le velocità all'interno del campo di moto risultano minori della velocità del suono;
- transonico se sono presenti velocità sia inferiori che superiori alla velocità del suono (generalmente quando la velocità asintotica è leggermente inferiore a tale valore);
- supersonico se la velocità asintotica è superiore alla velocità del suono;
- ipersonico quando le velocità del flusso sono molto maggiori della velocità del suono (generalmente si sceglie un valore convenzionale di 5 volte tale velocità).

## Forze aerodinamiche
Uno dei risultati più importanti dell'aerodinamica è la determinazione delle forze aerodinamiche che agiscono su un corpo. Il loro calcolo preciso è di importanza fondamentale nel progetto di un velivolo, di una barca a vela o di un'autovettura da corsa (Formula 1, per es.).
In particolare, su un velivolo in condizioni di volo orizzontale rettilineo uniforme agiscono tre forze:
- il peso del velivolo "W" (dall'inglese Weight), dovuto alla forza della gravità;
- la spinta dei motori "T" (dall'inglese Thrust);
- la forza aerodinamica risultante "R".

Per convenzione, per semplificare i calcoli la forza aerodinamica risultante viene scomposta in una componente perpendicolare alla velocità del velivolo (velocità asintotica) e in una componente parallela alla velocità del velivolo; rispettivamente:
- portanza "L" (dall'inglese Lift)
- resistenza "D" (dall'inglese Drag).

(Nota: la notazione inglese è di uso comune in aeronautica)
Per avere un volo rettilineo e uniforme queste forze devono essere in equilibrio, ovvero deve sussistere:
- L = W
- D = T

### Portanza

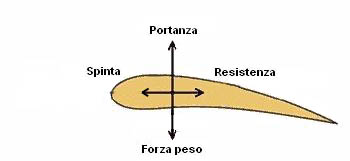
Forze agenti su un profilo alare

La portanza è definita come la forza aerodinamica agente in direzione perpendicolare alla direzione del vento che investe il profilo e permette al velivolo di alzarsi in volo. Essa è positiva se orientata verso l'alto.
La portanza è generata dalla differenza di pressione fra la parte inferiore e quella superiore di un velivolo. Allo sviluppo della portanza può contribuire tutto il velivolo, ma il contributo maggiore è dovuto all'ala.
La particolare forma del profilo alare permette di avere una differenza di velocità del fluido fra l'estradosso o dorso (parte superiore dell'ala) e l'intradosso o ventre (parte inferiore dell'ala). Conoscendo il coefficiente di portanza di un profilo (o di un corpo) è possibile risalire alla portanza:
{\displaystyle L={\frac {1}{2}}\rho V^{2}S\cdot C_{L}}
dove con ρ si è indicata la densità dell'aria, con V la velocità di volo; S la superficie di riferimento (nel caso di velivoli si tratta della superficie alare). {\displaystyle C_{L}} è un coefficiente adimensionale detto coefficiente di portanza. Esso varia in funzione della forma geometrica dell'ala, dell'angolo d'attacco, del numero di Reynolds e del numero di Mach.
In particolare per angoli d'attacco inferiori all'angolo di stallo è possibile esprimere il coefficiente di portanza come:
{\displaystyle C_{L}=C_{L_{\alpha }}\alpha }
dove con α si è indicata l'incidenza del profilo (angolo formato dalla corda del profilo con la direzione del vento indisturbato che lo investe).
Oltre l'angolo di stallo tale relazione lineare non è più valida e si nota un brusco decremento del coefficiente di portanza.

### Resistenza
La resistenza è definita come la forza aerodinamica agente in direzione parallela (e con verso opposto) alla direzione del moto. Essa è composta fondamentalmente da quattro termini:
- resistenza di attrito
- resistenza di forma
- resistenza indotta (o resistenza di vortice)
- resistenza d'onda

La resistenza di attrito è dovuta alla viscosità del fluido (vedi voce strato limite). In un aereo essa rappresenta circa il 60% della resistenza totale
La resistenza di forma è dovuta alla particolare forma del corpo ed è dovuta al distacco dello strato limite. I corpi si dividono in aerodinamici, dove il distacco avviene al massimo in zone limitate e la scia è minima, e corpi tozzi, dove lo strato limite non rimane attaccato al corpo e la scia è molto grande. Di conseguenza anche la resistenza risulta maggiore nei corpi tozzi.
La resistenza indotta è dovuta alla presenza della portanza. Sul estradosso del profilo alare la pressione è inferiore rispetto all'intradosso. Le equazioni di Navier-Stokes stabiliscono che in tali condizioni il flusso d'aria tenderà a passare dall'intradosso all'estradosso laddove questo è possibile. In un'ala di lunghezza finita questo si verifica in corrispondenza delle estremità alari.
La resistenza d'onda è presente solo quando si vola a velocità prossime o maggiori di quelle del suono. In queste condizioni si generano delle onde d'urto che incrementano la resistenza. L'effetto di tale resistenza inizia a manifestarsi anche per Ma > 0,85, ovvero quando si vola a velocità subsoniche e il flusso accelera localmente a velocità supersoniche, tornando poi subsonico attraverso un'onda d'urto.
Conoscendo il coefficiente di resistenza si può ricavare la resistenza come:
{\displaystyle D={\frac {1}{2}}\,\rho {V^{2}}SC_{D}}
dove ρ è la densità dell'aria, V è la velocità di volo, S è la superficie di riferimento (nel caso di velivoli si tratta di superficie alare, nel caso di autovetture si usa la superficie frontale del mezzo).
CD (indicato anche con CX nell'ambito automobilistico) è un coefficiente adimensionale detto coefficiente di resistenza. Esso varia in funzione della forma geometrica dell'ala, dell'angolo d'attacco, del numero di Reynolds e del numero di Mach.
I progressi compiuti nella fluidodinamica computazionale, unitamente alle prestazioni sempre più elevate dei calcolatori elettronici, consentono oggi di fare una stima molto precisa dei vari coefficienti aerodinamici ({\displaystyle C_{L}}, {\displaystyle C_{D}} ed altri ancora). Tuttavia, dato il notevole costo computazionale (teoria della complessità computazionale) di questo tipo di simulazioni, la complessità matematica dei problemi aerodinamici e la non completa conoscenza di fenomeni fisici che li governano, tali coefficienti vengono tuttora spesso determinati empiricamente, misurando (all'interno della galleria del vento o mediante le prove in volo) le forze che agiscono su aerei o sui modelli in scala ridotta o al naturale.